# Shine on Brightly (album)
Shine on Brightly è il secondo album dei Procol Harum, pubblicato nel 1968 dalla Regal Zonophone.

## Tracce
1. Quite Rightly So
2. Shine on Brightly
3. Skip Softly (My Moonbeams)
4. Wish Me Well
5. Rambling On
6. Magdalene (My Regal Zonophone)
7. In Held Twas In I:
  - Glimpses of Nirvana
  - Twas Teatime at the Circus
  - In the Autumn of My Madness
  - Look to Your Soul
  - Grand Finale

## Formazione
- Matthew Fisher - organo Hammond, voce in In the Autumn of My Madness, pianoforte in Grand Finale
- Robin Trower - chitarra
- Dave Knights - basso
- B.J. Wilson - batteria
- Gary Brooker - pianoforte e voce
- Keith Reid - testi